# Seronggo
Seronggo is een bestuurslaag in het regentschap Lahat van de provincie Zuid-Sumatra, Indonesië. Seronggo telt 816 inwoners (volkstelling 2010).